# Сёдергран, Эдит
Э́дит Ирене Сёдергран (швед. Edith Irene Södergran; 4 апреля, 1892, Санкт-Петербург, Российская империя — 24 июня 1923, Райвола, Финляндия) — шведоязычная финская поэтесса, классик шведской литературы модернизма XX века.

## Биография
Эдит Сёдергран родилась 4 апреля 1892 года в Петербурге, на Выборгской стороне, в обеспеченной семье финских шведов. В семье говорили только на шведском языке. Отец Эдит, инженер Маттиас Сёдергран, был механиком на заводе Нобеля на Выборгской стороне и директором лесопильни.
Будущей поэтессе было всего 3 месяца, когда её родители переехали в Райволу, где она и прожила до 1902 года. Осенью 1902 года родители отдали Эдит учиться в самую престижную немецкую гимназию Петербурга — Петришуле на Невском проспекте. Девочка училась хорошо, много читала, в том числе Мюссе, Рильке, Стриндберга.
Она начала писать стихи ещё в ранние гимназические годы, причём на разных языках. К 15 годам из её 238 школьных стихотворений — 26 были написаны на шведском языке, 5 на французском, одно на русском, остальные на немецком. «Я не знаю, кому я несу свои песни, я не знаю, на каком языке я буду завтра писать», — пишет Эдит в своём дневнике, но впоследствии она писала и печаталась только на шведском.
До 1908 года мать и дочь жили в Петербурге, и только летний сезон проводили в Райволе. Летом 1908 году от туберкулёза умирает отец Эдит, а поздней осенью того же года выяснилось, что 16-летняя Эдит унаследовала болезнь отца. Она не успела окончить четвертую четверть седьмого, последнего класса Петришуле: мать забрала её из школы и увезла в финляндский туберкулёзный санаторий в городке Нуммела.
В 1908—1914 годах Эдит лечилась в санаториях: в Нуммеле и в швейцарском городе Давосе. В этот же период она совершает с матерью поездки по Европе. В 1914 году они возвращаются в Райволу, где Эдит остается до конца своей жизни, совершив лишь несколько поездок в Петроград и в Хельсинки. Родная Райвола всегда была светлым островком в её жизни. Здесь и настигла её любовь. У Эдит начался роман с мужчиной на 16 лет старше её, физиотерапевтом в Терийоки. Их роман длился до поздней зимы 1915 года, когда он уехал на фронт. После этого они никогда не виделись.
В 1916 году в Гельсингфорсе вышел первый сборник стихов Эдит Сёдергран (на шведском языке). Он назывался просто «Стихотворения» («Dikter»). Уже первый её сборник стихов внёс новые элементы в шведскую лирику. Дебют поэтессы шокировал большинство читателей и был осмеян финскими критиками. Это заставило её замкнуться, углубиться в выдуманный ею фантастический мир. В её первых стихах есть юношеская меланхолия и страницы северной природы. Она прекрасно знала природу родных мест, которую постоянно одушевляла и наделяла человеческими свойствами. Деревья в ранних стихотворениях Сёдергран жили и любили, солнечные лучи одаряли нежным поцелуем, звезды всхлипывали. Счастье представлялось юной поэтессе бабочкой, а горе — птицей с большими черными крылами. Товарищи её детских игр — берег, озеро, дерево детства. Но главное в её лирике — интонация пророчества. Поэзия мыслилась ею как голос будущего, поэт — его предвестник: «Судьбой поставлена я часовым в предвестье солнца восхода…» («Восход солнца»).
Сёдергран писала без оглядки на традиции поэтической формы, и это вызывало непонимание и резкую критику со стороны литературных кругов. В первом сборнике есть несколько рифмованных стихотворений. В дальнейшем Сёдергран отдает предпочтение верлибру. Именно она сделала верлибр полноправной частью финской лирики. Немногие тогда оценили новаторство Эдит Сёдергран. В первой книге Сёдергран много писала о природе, о своём любимом доме. Здесь и любовные стихи, тот их мотив, который проходит через всю её лирику — контраст между мужским и женским ощущением любви.
Ты искал цветок
А нашёл плод.
Ты искал родник
А нашёл море.
Ты искал женщину
А нашёл душу —
Ты разочарован.
Первая мировая война и Февральская революция в Петрограде принесли в семью Сёдергран лишения и нищету. Эдит с матерью окончательно поселились в Райволе, в уединении. Здесь рождались очень автобиографические стихи молодой женщины, мечтающей о счастье, но угасающей от неизлечимой болезни. Как и другие, Эдит ожидала от революции светлого будущего, но то, что она увидела весной 1917 года на улицах Петрограда, насторожило её. А главное, она не знала, что последний раз ходит по родным тротуарам Невского проспекта, по набережным Невы. Её жизнь разрезала новая граница. Недоступный теперь Петроград остался в России, а Райвола — маленьким островком в охваченной гражданской войной Финляндии. После Февральской революции Эдит никогда больше не бывала в Петрограде. В ходе гражданской войны Райвола переходила из рук в руки, и Эдит с матерью оказались в водовороте кровавых событий.
После окончания гражданской войны болезнь Эдит снова обострилась. Она умерла в 1923 году в Райволе в возрасте 31 года. Во время Второй мировой войны её дом был разрушен.
Посмертно была издана вторая книга стихов Эдит Сёдергран, «Земля, которой нет». Входящие в неё стихи были написаны в конце недолгой жизни поэтессы. Книгу составил литературный критик Хагар Ульсон.
В 1992 году в поселке Рощино был установлен памятник Тотти — любимому коту поэтессы (финский скульптор Нина Терно), недалеко от памятника Эдит Сёдергран, установленному по инициативе финских писателей в 1960 году на месте её приблизительного захоронения.

## Творчество
Эдит Сёдергран при жизни не получила заслуженного признания, но сейчас считается одним из самых значительных поэтов Скандинавии. На неё повлияли французский символизм, немецкий экспрессионизм и русский футуризм. Она была первым поэтом финско-шведского модернизма.

## Публикации на русском языке
- Западноевропейская поэзия XX века. — М.: Художественная литература, 1977. — С. 512—514. — (Библиотека всемирной литературы).
- Седергран Э. Возвращение домой: Стихотворения: [Для сред. и ст. возраста] / Перевод М. Дудина [Рис. Ф. Васильевой]. — Л.: Дет. лит. Ленингр. отд-ние, 1980. — 47 с.
- Седергран Э. Возвращение домой: Стихи: [Для ст. шк. возраста] / [Пер. и вступ. слово М. Дудина. Худож. Ф. Васильева]. — Л.: Дет. лит. Ленингр. отд-ние, 1991. — 108, [4] с.
- Сёдергран Э. Страна, которой нет = Landet som icke är: Избр. лирика / Пер. [со швед.] Н. Толстой. — СПб.: Лига плюс, 2001. — 143 с.
- Седергран Э. Запоздалое величие…: избранные стихотворения / пер. со швед. и нем., [сост., ст.] Л. Брауде. — СПб.: Алетейя Женский проект, 2013.
- Сёдергран Э. Окно в сад = Ett fönster mot trädgården / пер. [со швед.] Натальи Озеровой. — М.: Арт Волхонка, cop. 2016. — 287 с. — Библиогр.: с. 286—287. — Указ. стихотворений: с. 281—285.
- Сёдергран Э. Берег вечности : избранные стихотворения / перевод с шведского Нины Беляковой. — СПб.: Гамма, 2017. — 39 с.
- Сёдергран Э. Страна, которой нѣтъ = Landet som icke är / Перевод со шведского языка: Дмитриенко А. Т. Художник: Малаховская С. В. Редакторы: Слуцкая А. М. (переводчик английского языка), Мельникова (Селеннова) В.В.(филолог, учитель русского языка и литературы) — СПб, изд. Остров, 2023, — 72 стр.

## Дискография
Эдитъ Сёдергранъ. Звѣзда въ лиловыхъ сумѣрках — цифровой аудио сборник избранных стихов Эдит Сёдергран на русском языке. Перевод со шведского Дмитриенко А. Т. Текст читает Мельникова В. В., Издатель «Балт-Мьюзик» ООО, Санкт-Петербург, 2023 год. Альбом доступен для прослушивания на стриминговых и музыкальных площадках.
Эдитъ Сёдергранъ. Страна, которой нѣтъ — цифровой аудио сборник избранных стихов Эдит Сёдергран на русском языке. Перевод со шведского Дмитриенко А. Т. Текст читает Мельникова В. В., Художник обложки? Малаховская С. В. Издатель «Балт-Мьюзик» ООО, Санкт-Петербург, 2023 год. Альбом доступен для прослушивания на стриминговых и музыкальных площадках.